# Conservation des antiquités et objets d'art
Les conservations des antiquités et objets d'art (CAOA)  sont des services départementaux français, chargés de gérer et protéger les objets, hors archives et pièces muséographiques. La majorité des objets gérés par les CAOA sont des objets en utilisation (objets de culte, outillage, etc.). Les CAOA ont été créées par le décret du 11 avril 1908, dans le cadre de la mise en œuvre de la loi de séparation des Églises et de l'État du 9 décembre 1905.
Les missions des CAOA sont multiples, et entrent dans plusieurs catégories. Tout d'abord, le recensement, la connaissance, le contrôle et la documentation autour des objets, afin d'amener à une éventuelle protection au titre des Monuments historiques. Ensuite, faciliter l'accessibilité des objets au public, par l'information, la présentation, le conseil et la restauration, ainsi que leur mise en valeur.

## Sources
- Présentation des CAOA sur le site des Archives départementales des Hautes-Alpes. Consulté le 25 mai 2010.
- Présentation des CAOA sur le site du Conseil général de Maine-et-Loire. Consulté le 25 mai 2010.